# Hobarts synagoga
Hobarts synagoga (engelska: Hobart Synagogue), är en synagoga i Tasmanien i Australien som utsetts till kulturarv. Synagogan är uppförd i egyptisk nyklassicism och fullbordades år 1845. Trapetsformade fönster och mönster som föreställer en lotusblomma är karakteristiskt för egyptisk nyklassicism. Synagogan används både inom den ortodoxa och den liberala judendomen.
Hobarts synagoga har 150 sittplatser och hårda bänkar längst bak i byggnaden som användes av judiska fångar under beväpnad övervakning. Platsen där synagogan är belägen var tidigare fången Judah Solomons trädgård. Synagogan är listad i Tasmaniens kulturarvsregister.